# Андская поганка
Андская поганка (лат. Podiceps andinus) — водоплавающая птица из семейства поганковых (Podicipedidae). Возможно, являлась подвидом черношейной поганки.

## Места обитания
Обитала в северо-восточной Колумбии. Населяла горные озёра, особенно многочисленная популяция обитала на озере Тота.

## Вымирание
В 1945 году вид считался многочисленным. Популяция на озере Тота составляла 3000 птиц. Но загрязнение озёр и уничтожение тростниковых зарослей привели к сокращению численности колумбийской поганки — в 1968 году осталось всего 300 птиц. В последний раз андскую поганку видели в 1977 году. Поиски в 1981—1982 годах результатов не дали. Вид считается вымершим.